# اینو ویرتانن
اینو ویرتانن (فنلاندی: Eino Virtanen; ۱۹ اوت ۱۹۰۸ – ۳ دسامبر ۱۹۸۰) کشتی‌گیر اهل فنلاند بود.